# Leucosolenia ventricosa
Leucosolenia ventricosa är en svampdjursart som beskrevs av Carter 1886. Leucosolenia ventricosa ingår i släktet Leucosolenia och familjen Leucosoleniidae.
Artens utbredningsområde är havet kring Australien. Inga underarter finns listade i Catalogue of Life.